# Naz Reid
Nazreon "Naz" Hilton Reid (Asbury Park, 26 de agosto de 1999) é um jogador norte-americano de basquete profissional que atualmente joga no Minnesota Timberwolves da National Basketball Association (NBA).
Ele jogou basquete universitário por LSU. Reid ganhou o Prêmio de Sexto Homem do Ano da NBA em 2024.

## Carreira no ensino médio
Reid cresceu em Asbury Park, Nova Jersey e frequentou a Roselle Catholic High School. Após sua última temporada, na qual obteve médias de 14,8 pontos, 7,7 rebotes e 2,1 bloqueios, Reid foi convidado para o McDonald's All-American Boys Game de 2018. Durante o jogo, ele registrou 15 pontos, 11 rebotes, duas assistências e um bloqueio durante 20 minutos.
Durante sua carreira no ensino médio, ele foi membro da Jelly Fam, um movimento da internet focado em enterradas selvagens. Apelidado de "Big Jelly", ele foi o único membro do movimento a chegar à NBA.

### Recrutamento
Reid era um recruta consensual de 5 estrelas no ensino médio, sendo classificado como o melhor ala-pivô de Nova Jersey e o terceiro melhor dos Estados Unidos, bem como o 22º melhor jogador de sua classe pelo 247Sports. Em 12 de setembro de 2017, Reid se comprometeu a jogar basquete universitário na LSU. Reid disse mais tarde: "O que me atraiu para a universidade é o treinador Will Wade e o assistente Greg Heiar".
| Nome | Cidade Natal                              | Escola/Universidade   | Altura              | Peso            | Data da revisão        |
| --- | ----------------------------------------- | --------------------- | ------------------- | --------------- | ---------------------- |
| Naz Reid PF | Asbury Park, NJ                           | Roselle Catholic (NJ) | 6 ft 10 in (2.08 m) | 240 lb (110 kg) | 12 de Setembro de 2017 |
| Naz Reid PF | Recrutamento: Rivals: 247sports: ESPN: 93 |                       |                     |                 |                        |
| Classificação geral de novatos: 247Sports: 21º \| Rivals: 21º \| ESPN: 12º |                                           |                       |                     |                 |                        |
| - Nota: Em muitos casos, Scout, Rivals, 247Sports e ESPN podem entrar em conflito em suas listas de altura e peso, nestes casos, a média foi obtida. A ESPN mede os calouros numa escala de 0 a 100. - Fonte: |                                           |                       |                     |                 |                        |

## Carreira universitária
Em 6 de novembro de 2018, Reid fez sua estreia universitária e registrou 17 pontos e 6 rebotes em uma vitória por 94-63 sobre a Southeastern Louisiana University. Três dias depois, ele marcou 29 pontos. Ao longo de toda a sua temporada de calouro, Reid teve médias de 13,6 pontos, 7,2 rebotes e 0,9 assistências.
Em 3 de abril de 2019, Reid se declarou para o draft da NBA de 2019 e contratou um agente, renunciando aos seus três últimos anos de elegibilidade universitária.

## Carreira profissional

### Minnesota Timberwolves (2019–Presente)
Depois de não ser selecionado no draft da NBA de 2019, Reid assinou um contrato de mão dupla com o Minnesota Timberwolves da National Basketball Association (NBA) e o seu afiliado da G-League, o Iowa Wolves.
Em 17 de julho de 2019, ele assinou um contrato de 4 anos e US$6.12 milhões com os Timberwolves. Reid foi designado para o Iowa Wolves para a noite de abertura da temporada da G-League.
Em 8 de dezembro de 2019, Reid fez sua estreia na NBA e marcou três pontos na derrota por 125-142 para o Los Angeles Lakers. Em 13 de janeiro de 2020, ele marcou 20 pontos, o recorde da temporada, na derrota por 104-117 para o Oklahoma City Thunder.
Em 6 de fevereiro de 2021, Reid registrou 29 pontos, o recorde de sua carreira, seis rebotes e dois roubos de bola em uma derrota por 118-120 para o Oklahoma City Thunder.
Em 2 de janeiro de 2022, Reid registrou 23 pontos e onze rebotes na derrota por 103-108 para o Los Angeles Lakers. Ele foi um reserva importante em um time que se classificou para sua primeira aparição na pós-temporada desde 2018. Em 16 de abril, Reid fez sua primeira aparição nos playoffs durante a primeira rodada dos playoffs e registrou dois rebotes na vitória por 130-117 no Jogo 1 sobre o Memphis Grizzlies. Os Timberwolves acabaram sendo eliminados pelos Grizzlies em seis jogos.
Em 16 de dezembro de 2022, durante seu primeiro jogo como titular da temporada, Reid teve 28 pontos e nove rebotes para ajudar na vitória por 112-110 sobre o Oklahoma City Thunder. Em 1º de fevereiro de 2023, ele registrou 24 pontos, 13 rebotes e quatro assistências na vitória por 119–114 sobre o Golden State Warriors. Em 29 de março, durante uma derrota para o Phoenix Suns, Reid sofreu uma lesão no pulso esquerdo no quarto quarto. Dois dias depois, os Timberwolves anunciaram que ele foi diagnosticado com uma fratura do pulso esquerdo e que ficaria fora por tempo indeterminado.
Em 25 de junho de 2023, Reid assinou uma extensão de contrato de três anos e US$ 42 milhões com o Timberwolves. Em 8 de março de 2024, Reid marcou 34 pontos, o recorde da carreira, durante uma derrota por 113–104 contra o Cleveland Cavaliers. Em 24 de abril de 2024, ele recebeu o Prêmio de Sexto Homem do Ano da NBA.

## Estatísticas da carreira

### NBA

#### Temporada regular
| Ano      | Equipe    | PJ  | PT | MPJ  | AP   | 3P   | LL   | RT  | AS  | BR | TO  | PPJ  |
| -------- | --------- | --- | -- | ---- | ---- | ---- | ---- | --- | --- | -- | --- | ---- |
| 2019–20  | Minnesota | 30  | 11 | 16.5 | .412 | .330 | .698 | 4.1 | 1.2 | .6 | .7  | 9.0  |
| 2020–21  | Minnesota | 70  | 15 | 19.2 | .523 | .351 | .693 | 4.6 | 1.0 | .5 | 1.1 | 11.2 |
| 2021–22  | Minnesota | 77  | 6  | 15.8 | .489 | .343 | .765 | 3.9 | .9  | .5 | .9  | 8.3  |
| 2022–23  | Minnesota | 68  | 11 | 18.4 | .537 | .346 | .677 | 4.9 | 1.1 | .6 | .8  | 11.5 |
| 2023–24  | Minnesota | 81  | 14 | 24.2 | .477 | .414 | .736 | 5.2 | 1.3 | .8 | .9  | 13.5 |
| Carreira | Carreira  | 326 | 57 | 18.8 | .487 | .356 | .713 | 4.5 | 1.1 | .6 | .8  | 10.7 |

#### Play-In
| Ano  | Equipe    | PJ | PT | MPJ  | AP   | 3P   | LL   | RT  | AS  | BR | TO | PPJ |
| ---- | --------- | -- | -- | ---- | ---- | ---- | ---- | --- | --- | -- | -- | --- |
| 2022 | Minnesota | 1  | 0  | 21.4 | .429 | .333 | .250 | 4.0 | 1.0 | .0 | .0 | 8.0 |

#### Playoffs
| Ano      | Equipe    | PJ | PT | MPJ  | AP   | 3P   | LL    | RT  | AS  | BR | TO  | PPJ  |
| -------- | --------- | -- | -- | ---- | ---- | ---- | ----- | --- | --- | -- | --- | ---- |
| 2022     | Minnesota | 5  | 0  | 10.8 | .412 | .429 | 1.000 | 2.8 | .0  | .2 | 1.2 | 4.8  |
| 2024     | Minnesota | 16 | 0  | 22.5 | .458 | .362 | .710  | 3.7 | 1.0 | .5 | .8  | 11.1 |
| Carreira | Carreira  | 21 | 0  | 16.6 | .435 | .395 | .855  | 3.2 | .5  | .3 | 1.0 | 7.9  |

### Universitário
| Ano     | Equipe | PJ | PT | MPJ  | AP   | 3P   | LL   | RT  | AS | BR | TO | PPJ  |
| ------- | ------ | -- | -- | ---- | ---- | ---- | ---- | --- | -- | -- | -- | ---- |
| 2018–19 | LSU    | 34 | 32 | 27.2 | .468 | .333 | .727 | 7.2 | .9 | .7 | .7 | 13.6 |

Fonte:

## Prêmios e Homenagens
NBA
- NBA Sixth Man of the Year: 2024